# Ashia Hansen
Ashia Hansen (ur. 5 grudnia 1971 w Evansville) – reprezentująca Wielką Brytanię lekkoatletka, trójskoczkini.
Urodziła się w Stanach Zjednoczonych i została adoptowana przez Angielkę oraz jej męża z Ghany. Do 6 roku życia mieszkała w rodzicami w Afryce, a następnie zamieszkali w Londynie. Dwa razy – w 1996 oraz 2000 – startowała w igrzyskach olimpijskich. W 1998 roku została halową mistrzynią Europy, a rok później zdobyła złoty medal podczas halowych mistrzostw świata (osiągnięcie to powtórzyła 4 lata później). Złota medalistka mistrzostw Europy w Monachium (2002). Mistrzyni igrzysk Wspólnoty Narodów z 1998 oraz 2002 roku. 28 lutego 1998 rezultatem 15,16 ustanowiła halowy rekord świata. Dziewięciokrotna rekordzistka Wielkiej Brytanii w trójskoku na stadionie (od 14,09 w 1994 do 15,15 w 1997). Hansen doznała poważnej kontuzji kolana podczas zawodów superligi pucharu Europy w Bydgoszczy (2004). Przeszła kilka operacji jednak powróciła do sportu. Ostatecznie po niezakwalifikowaniu się do reprezentacji Wielkiej Brytanii na mistrzostwa Europy w 2006 roku postanowiła zakończyć karierę. Rekord życiowy: stadion – 15,15 (13 września 1997, Fukuoka); hala – 15,16 (28 lutego 1998, Walencja) 3. wynik w historii światowej lekkoatletyki. Oba te rezultaty są aktualnymi rekordami Wielkiej Brytanii. Odznaczona Orderem Imperium Brytyjskiego V klasy (MBE). 

## Osiągnięcia
| Rok  | Impreza                    | Miejsce           | Pozycja           | Wynik    |
| ---- | -------------------------- | ----------------- | ----------------- | -------- |
| 1994 | Halowe mistrzostwa Europy  | Paryż             | el. – 16. miejsce | 13,30    |
| 1994 | Mistrzostwa Europy         | Helsinki          | el. – 15. miejsce | 13,45    |
| 1995 | Superliga pucharu Europy   | Villeneuve-d’Ascq | 1. miejsce        | 14,37    |
| 1995 | Mistrzostwa świata         | Göteborg          | el. – 21. miejsce | 13,61    |
| 1995 | Finał Grand Prix IAAF      | Monako            | 5. miejsce        | 14,45    |
| 1996 | Halowe mistrzostwa Europy  | Sztokholm         | –                 | NM       |
| 1996 | Superliga pucharu Europy   | Madryt            | 1. miejsce        | 14,57    |
| 1996 | Igrzyska olimpijskie       | Atlanta           | 4. miejsce        | 14,49    |
| 1997 | Halowe mistrzostwa świata  | Paryż             | 2. miejsce        | 14,70    |
| 1997 | Superliga pucharu Europy   | Monachium         | 3. miejsce        | 14,52    |
| 1997 | Mistrzostwa świata         | Ateny             | 5. miejsce        | 14,49    |
| 1997 | Finał Grand Prix IAAF      | Fukuoka           | 1. miejsce        | 15,15    |
| 1998 | Halowe mistrzostwa Europy  | Walencja          | 1. miejsce        | 15,16 WR |
| 1998 | Igrzyska Wspólnoty Narodów | Kuala Lumpur      | 1. miejsce        | 14,32    |
| 1999 | Halowe mistrzostwa świata  | Maebashi          | 1. miejsce        | 15,02    |
| 1999 | Superliga pucharu Europy   | Paryż             | 2. miejsce        | 14,58    |
| 1999 | Mistrzostwa świata         | Sewilla           | 12. miejsce       | 13,39    |
| 1999 | Finał Grand Prix IAAF      | Monachium         | 1. miejsce        | 14,96    |
| 2000 | Igrzyska olimpijskie       | Sydney            | 11. miejsce       | 13,44    |
| 2001 | Mistrzostwa świata         | Edmonton          | 7. miejsce        | 14,10    |
| 2002 | Halowe mistrzostwa Europy  | Wiedeń            | 2. miejsce        | 14,71    |
| 2002 | Superliga pucharu Europy   | Annecy            | 2. miejsce        | 14,62    |
| 2002 | Mistrzostwa Europy         | Monachium         | 1. miejsce        | 15,00    |
| 2002 | Igrzyska Wspólnoty Narodów | Manchester        | 1. miejsce        | 14,86    |
| 2002 | Puchar świata              | Madryt            | 2. miejsce        | 14,32    |
| 2003 | Halowe mistrzostwa świata  | Birmingham        | 1. miejsce        | 15,01    |
| 2004 | Superliga pucharu Europy   | Bydgoszcz         | 8. miejsce        | 13,32    |